# Rudolf Wille
Rudolf Wille (Bremen, 2 de noviembre de 1937-22 de enero de 2017) fue un matemático alemán y profesor emérito de la cátedra de matemática en la Universidad Técnica de Darmstadt. 

## Carrera científica
Wille estudió matemática, musicología y filosofía en la Universidad de Marburgo y en la Universidad Johann Wolfgang Goethe de Fráncfort. En 1961 obtuvo su título de matemático y en 1963 dio su examen de grado en música. En 1966 realizó su doctorado en Fráncfort con el tema Halbkomplementäre Verbände («Retículos semicomplementarios») bajo la dirección de Ernst-August Behrens. En 1970 asumió el cargo de profesor en Darmstadt; a partir de  1976, fue durante muchos años miembro del directorio del Instituto de Filosofía de la Universidad Técnica de Darmstadt. En 2003 fue nombrado profesor emérito. 

## Obra
El énfasis principal en la investigación de Rudolf Wille está puesto en el análisis formal de conceptos y el procesamiento conceptual del conocimiento desarrollado sobre la base del mismo. Otros temas de su investigación son el álgebra universal, la teoría del orden, la teoría de retículos, los fundamentos de la geometría, la matemática discreta, la teoría de la medida, la teoría matemática de la música, la filosofía de la ciencia y lógica contextual.
Rudolf Wille es el autor del artículo Restructuring Lattice Theory - An approach based on hierarchies of concepts. Este texto fue publicado por primera vez  en 1981, y debido a su importancia fundamental fue reimpreso repetidas veces entre otras, como parte de un compendio de conferencias de 2009.
En 1983 fundó el grupo de investigación sobre análisis formal de conceptos (Forschungsgruppe Formale Begriffsanalyse) integrado, entre otros, por  Bernhard Ganter, Peter Burmeister, y Karl Erich Wolff. La denominación  Formale Begriffsanalyse  (análisis formal de conceptos) fue acuñada por él. Bajo su dirección y moderación, el correspondiente equipo de trabajo — sobre la base de los trabajos previos de Garrett Birkhoff y algunos matemáticos franceses, así como también filósofos —  desarrolló el los años sucesivos el análisis formal de conceptos llevando este método hasta su estado actual. 
Junto a los fundamentos matemáticos, para Rudolf Wille fue siempre relevante no solamente desarrollar el cálculo matemático, sino un instrumento que abriera nuevas posibilidades a los seres humanos manejar grandes cantidades de datos y comprenderlos. Con esta motivación se desarrolló también una estrecha colaboración con el profesor de psicología Thomas Bernhard Seiler.
En 1993 fundó el Ernst Schröder Zentrum für Begriffliche Wissensverarbeitung e.V. (Centro de procesamiento conceptual del conocimiento Ernst Schröder) dedicado al mismo objeto de investigación. 
Rudolf Wille ha dirigido más de 100 tesis de grado en matemáticas, 52 tesis doctorales y 8 trabajos de habilitación.

## Algunas publicaciones
Autor de más de 200 publicaciones científicas y coautor del primer libro (texto didáctico) sobre análisis formal de conceptos:
- Wille, Rudolf; Zickwolf, Monika, eds. (1994). Begriffliche Wissensverarbeitung: Grundfragen und Aufgaben. Mannheim [u.a.]: BI Wissenschaftsverlag. ISBN 978-3411172412.
- Ganter, Bernhard; Wille, Rudolf; Wolff, Karl-Erich (1987). Beiträge zur Begriffsanalyse. Mannheim [u.a.]: BI Wissenschaftsverlag. ISBN 978-3411031573.
- Ganter, Bernhard; Wille, Rudolf (1999). Formal Concept Analysis: Mathematical Foundations. Springer. ISBN 978-3-642-59830-2.
- Stumme, Gerd; Wille, Rudolf (2000). Begriffliche Wissensverarbeitung: Methoden und Anwendungen. Springer. ISBN 978-3-642-57217-3.
- Ganter, Bernhard; Stumme, Gerd; Wille, Rudolf, eds. (2005). Formal Concept Analysis: Foundations and applications. Springer. ISBN 978-3-540-27891-7.